# Takashi Nishiyama
Takashi Nishiyama (japonês: 西山隆志), às vezes creditado como Piston Takashi, Nishiyama ou T. Nishiyama, é um designer, diretor e produtor de videogames japonês, que trabalhou para Irem, Capcom e SNK, antes de fundar sua própria empresa Dimps. Ele iniciou sua carreira na Irem, onde desenvolveu primeiros jogos de arcade, como o shoot 'em up Moon Patrol, de 1982, e o beat 'em up Kung-Fu Master, de 1984. Na Capcom, ele criou a franquia de jogos de luta Street Fighter em 1987. Ele então trabalhou na SNK, onde criou a franquia de jogos de luta Fatal Fury, e trabalhou em Art of Fighting e King of Fighters, bem como na série de shoot 'em up Metal Slug.

## Carreira
Takashi Nishiyama iniciou sua carreira em Irem. Ele trabalhou no shoot 'em up Moon Patrol, de 1982, um dos primeiros jogos com rolagem de paralaxe. Ele foi o criador do Kung-Fu Master (1984), que é considerado um dos primeiros videogames beat 'em up.
Ele então se juntou à Capcom, onde criou a franquia de jogos de luta Street Fighter. Junto com Hiroshi Matsumoto, ele dirigiu Street Fighter (1987). Ele criou os movimentos especiais para Ryu chamados "Hadouken", que, segundo ele, foram inspirados por um ataque de míssil energético da série de anime Space Battleship Yamato dos anos 70. Ele então deixou a Capcom e não voltou a trabalhar na sequência Street Fighter II: The World Warrior.
Nishiyama então se juntou à SNK. Lá, ele criou a franquia de jogos de luta Fatal Fury, como sucessor espiritual do Street Fighter original. Ele também trabalhou no franquias de jogos de luta Art of Fighting e King of Fighters, bem como o prazo e arma atirador série Metal Slug.
Ele então deixou a SNK e fundou sua própria empresa de desenvolvimento de jogos, Dimps. Ele é atualmente o presidente da Dimps.

## Gameografia
- Moon Patrol (1982) (designer de jogos)
- Kung-Fu Master (1984) (designer de jogos)
- Section Z (1985) (designer de jogos)
- Trojan (1986) (designer de jogos)
- Legendary Wings (1986) (diretor)
- Mega Man (1987) (produtor)
- Avengers (1987) (diretor)
- Mad Gear (1988) (planejador de jogo)
- Street Fighter (1987) (diretor)
- Last Duel: Inter Planet War 2012 (1988) (diretor)
- Ghost Pilots (1991) (produtor executivo)
- Fatal Fury: King of Fighters (1991) (diretor)
- Mutation Nation (1992) (agradecimentos especiais)
- Fatal Fury: Legend of the Hungry Wolf (1992) (produtor)
- The King of Fighters '94 (1994) (produtor)
- Fatal Fury 3: Road to the Final Victory (1995) (produtor)
- Real Bout Fatal Fury (1995) (produtor)
- Real Bout Fatal Fury Special (1997) (produtor)
- The King of Fighters '97 (1997) (produtor)
- The King of Fighters '98: The Slugfest (1998) (produtor)
- Samurai Shodown: Warriors Rage (1999) (produtor executivo)
- The King of Fighters '99 (1999) (produtor)
- Metal Slug X (1999) (produtor)
- Metal Slug 3 (2000) (produtor)
- Star Ocean: Till the End of Time (2003) (designer do item)
- Street Fighter IV (2008) (produtor executivo)[2]